# Geraldine Fitzpatrick
Geraldine Fitzpatrick (* 1958 in Brisbane) ist eine australische Informatikerin und Professorin an der Technischen Universität Wien.

## Leben
Geraldine Fitzpatrick begann 1976 eine Ausbildung zur Krankenschwester und schloss diese 1979 ab. Sie strebte danach ein Studium als Hebamme unter der Leitung der Professorin Jenny Gamble an, welches sie mit Erhalt ihres Diploms 1983 beendete. Ihr Informatikstudium begann sie 1989 an der University of Queensland, schloss dort 1992 den Bachelor of Information Technology mit Auszeichnung ab und erhielt dafür die University Medal for Academic Excellence. Anschließend studierte sie im Rahmen eines PhD Programms 1993 an der gleichen Universität und promovierte 1998 mit der Arbeit The Locales Framework: Understanding and Designing for Cooperative Work, wofür sie die Auszeichnung Dean’s Prize for excellence erhielt. Sie war 1998 Projektleiterin, später Senior Forscherin am Institut Distributed Systems Technology Center in Brisbane. Zwischen 2001 und 2003 arbeitete sie als Senior Manager im Unternehmen Sapient, wo sie in beratender und ausführender Funktion unterschiedliche Forschungsgruppen koordinierte. Im Juni 2003 nahm sie eine Stelle als leitende Wissenschaftlerin einer Forschungsgruppe an der englischen University of Sussex an. Seit 2009 ist sie Professorin und Leiterin der Forschungsgruppe Human Computer Interaction Group an der TU Wien, während sie zwischen 2011 und 2017 Leiterin des ehemaligen Instituts für Gestaltungs- und Wirkungsforschung war. Im Laufe ihrer Karriere hat sie bereits 10 PhD Studierende bis zu deren Abschluss betreut und mehr als 100 Master- und Bachelorarbeiten angenommen. Des Weiteren wurde Fitzpatrick 2016 als ACM Distinguished Scientist geehrt und ist ACM Distinguished Speaker. Sie betreibt und moderiert den Podcast Changing Academic Life. Seit 2008 ist sie zertifizierter Coach und hat im Jahr 2018 einen Master in Applied Positive Psychology und Coaching Psychology an der University of East London abgeschlossen. Sie leitet Workshops, Trainingskurse und Coaching für akademische Führungskräfte, Nachwuchsforscher und Doktoranden.

## Forschung
Ihr Forschungsschwerpunkt liegt auf Healthcare-Technologien, insbesondere wie Technologien verbessert und erweitert werden können um ältere Menschen zu unterstützen (Ambient Assisted Living, AAL). Weitere Fokuspunkte ihrer Forschungsarbeit sind:
- Mensch-Computer-Interaktion
- Design
- Computer Supported Cooperative Work
- Ubiquitous computing
- Medizinische Informatik
- Soziale Interaktion und Kommunikation

Im Folgenden ist eine Auswahl ihrer aktuellen und abgeschlossenen Forschungsprojekte angeführt:
- RisIoT: Marktanalyse und Risikobewertung zur Unterstützung der Einführung des Internet der Dinge in österreichischen Unternehmen[7]
- TEAM: Technologiegestützte psychische Gesundheit für junge Menschen – Marie Sklodowska-Curie ITN[8]
- Untersuchung soziotechnischer Aspekte der kollaborativen Wirtschaft – COST[9]
- Values in Computing (ViC) Projekt: Menschliche Werte beeinflussen die Entscheidungsprozesse in der Softwareproduktion (Zusammenarbeit mit Maria Angela Ferrario)[10]

## Publikationen (Auswahl)
Fitzpatrick verfügt über mehr als 100 peer-reviewed Publikationen. Im November 2019 hatte sie einen h-Index von 46 und wurde 7106-mal zitiert (Google Scholar). Es folgt eine Auswahl ihrer meistzitierten Arbeiten:
- Ubi-learning integrates indoor and outdoor experiences. ACM 2005[11]
- Ambient wood. Designing new forms of digital augmentation for learning outdoors. ACM 2004[12]
- Physical spaces, virtual places and social worlds: A study of work in the virtual. ACM 1996[13]

## Auszeichnungen und Ehrungen
- 2016: Ehrung als ACM Distinguished Member[1]
- 2019: IFIP TC13 Pioneer in Human-Computer Interaction Award[14][15]